# قلعة هراة
قلعة هراة (بالفارسية: ارگ هرات) ،(بالبشتوية: سكندرى كلا)، وتعرف كذلك بقلعة الإسكندر، ومحلياً تعرف بقلعة اختيار الدين، تقع في مركز مدينة هراة في أفغانستان، تعود في تأريخها إلى 330 قبل الميلاد حينما وصل الإسكندر المقدوني وجيشه إلى مايعرف اليوم بأفغانستان بعد معركة غوغميلا. إتخذت العديد من الإمبراطوريات من قلعة هراة مقراً رئيسياً لها خلال الألفي سنة الماضية، كما تعرضت إلى التدمير وإعادة البناء عدة مرات خلال القرون الماضية.
نجت هذه القلعة التاريخية من الدمار خلال خمسينيات القرن الماضي. وشهدت عمليات تنقيب وإعادة ترميم من قبل اليونسكو بين عامي 1976 و1979. وخلال عقود من الحروب والإهمال أخذت القلعة بالتداعي، لكن في السنين الأخيرة قرر العديد من المنظمات الدولية إعادة بناءها بالكامل.
وتضم قلعة هراة اليوم متحف هراة الوطني، وحالياً تشرف على القلعة وزارة الإعلام والثقافة الأفغانية.

## التاريخ
وصف الجغرافيون العرب الأوائل المدينة المُسَوَّرَة بأنها تحتوي على أربع أبواب تقود إلى طرق تجارية متقاطعة وقلعة مربعة محاذية لشمال المدينة المُسَوَّرَة، وقد تم اقتراح هذه القلعة لتكون الموقع المحتمل الآخر لحصن الإسكندر المقدوني وتعرف اليوم بقلعة هراة الشهيرة.
شهدت هراة إزدهاراً واضحاً لوقوعها على طريق الحرير التجاري الذي ربط بين شرق البحر المتوسط وبلاد الهند والصين واصبحت مدينة مهمة خلال حكم الغوريون في عام 1175م.
في سنة 1221م دمرت المدينة بالكامل على يد جيش المغول، وتمت إعادة بناءها من قبل حكام الكرتيين الذين بدأوا حكمهم هناك في منتصف القرن الثالث عشر الميلادي.
قام الأمير فخر الدين الكرتي الذي حَكَم بين عامي 1295 و1308 بتعزيز وتقوية أبراج القلعة وخندقها في عام 1300م.. كما أضاف ميداناً مسوَّرَاً في غرب القلعة ليكون مسجداً مفتوحاً للهواء الطلق.
الاسم اختيار الدين يشير إلى مجموعة المباني الشرقية والغربية في القلعة، حيث يعتقد أنه أسم أو لقب أحد أمراء الأسرة الكرتية أو قادتها العسكريين.
دُمرت قلعة هراة للمرة الثانية على يد جيش تيمورلنك في 1380م، وأُعيد بناء القلعة بعد أن قام شاه رخ بنقل عاصمته إلى مدينة هراة وبدأ بحملة بناء واسعة، فقام بتعزيز القلعة بالحجارة والطابوق وغلفها بالآجر المزجج.
وخلال حكم السلالة الهوتاكية والإمبراطورية الدُرانية في القرن 18 أُستخدمت القلعة كمقر إقامة مَلكية، ومقر خزانة الدولة، وسجن، ومستودع أسلحة.

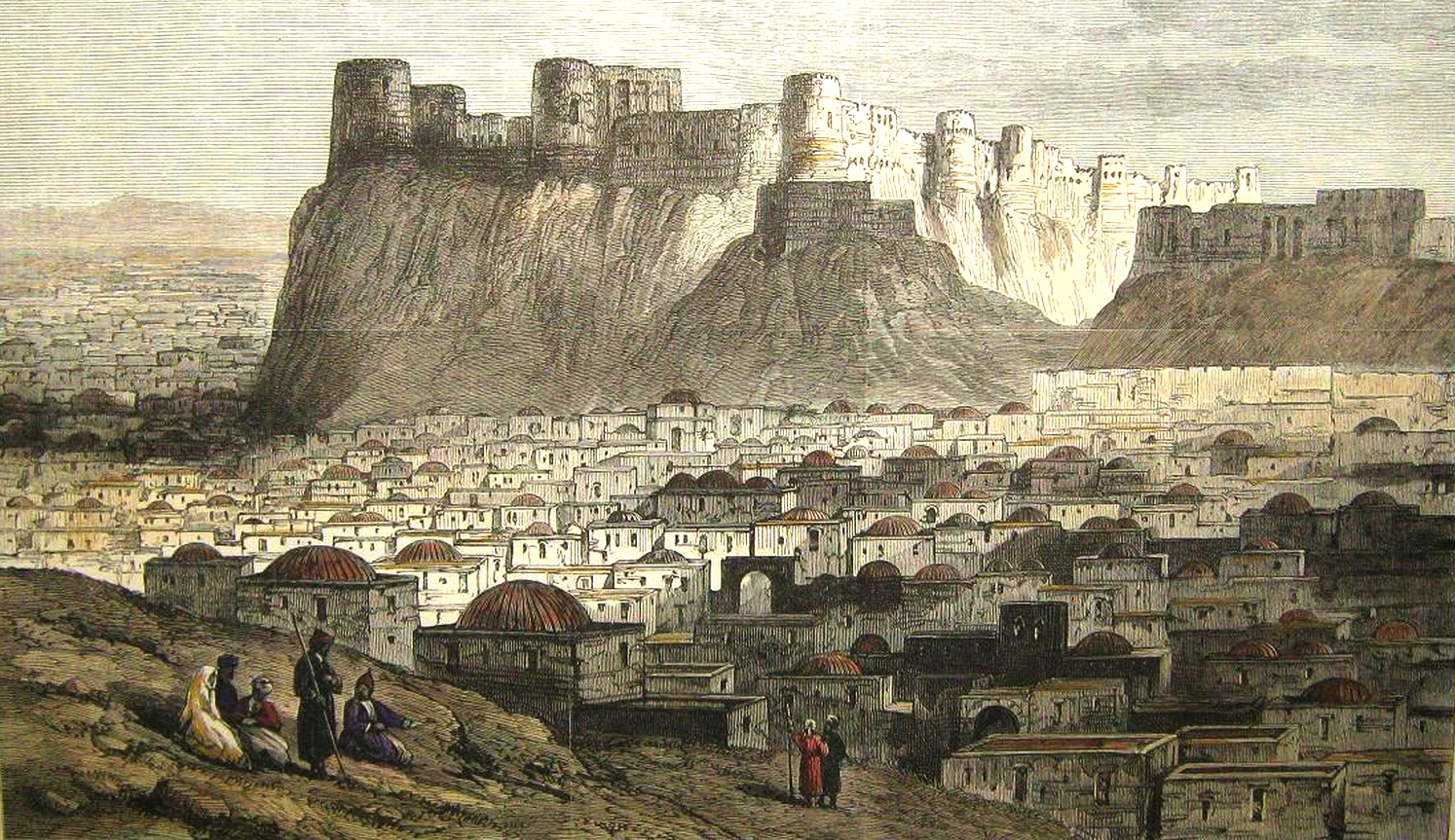
رسم لقلعة هراة 1879

عانت القلعة من بعض الأضرار خلال الحرب الإنجليزية الأفغانية الأولى في القرن 19، وفي منتصف القرن 19 تم بناء القلعة الحديثة (ارگ هرات) إلى الشمال من موقع القلعة القديمة لتتولى مهامها الدفاعية.
تم إنقاذ القلعة من الهدم خلال خمسينيات القرن العشرين، وشهدت عمليات تنقيب أثري وصيانة من قبل اليونسكو بين عامي 1976 و1979. وقد عانت المزيد من الأضرار خلال العقود الأخيرة بسبب الحروب والإهمال.

## الترميم الأخير

قلعة هراة قبل اكتمال عمليات الصيانة والترميم

تمت إعادة ترميم وبناء قلعة هراة بالكامل بين عامي 2006 و2011. حيث شارك في الترميم مئات الحِرَفيين والأفغان بدعم من مؤسسة الآغا خان للثقافة، كما قدمت الحكومتان الأميريكية والألمانية منحة تقدر بحوالي 2.4 مليون دولار.
تم البدء بالتنقيب التدريجي في المجمع الشرقي القديم بالقلعة والذي كان مليئاً بالأنقاض ليتم الكشف عن فنائين واسعين كانا تقريباً بشكل مستطيل بأبعاد (18 متر * 42 متر) مدعمة ومحمية بثلاثة عشر برج شبه دائري، من بينها برجان يحيطان بالبوابة المواجهة للغرب. وتعرف كذلك بالقلعة العلوية استناداً إلى موقعها المرتفع، وقد بنيت من الطابوق المحروق.
أما البناء الذي أضافه الكرتيون في غرب القلعة فيعرف بالقلعة السفلية حيث تمتلك جدراناً منخفضة مبنية بالطابوق المفخور، وتتضمن هياكل إنشائية عسكرية تعود إلى الحقبة التيمورية.
وتُقَدَّر أَبعاد القلعة السفلية متعددة الأضلاع بحوالي 25 متر إلى 60 متر مع تسع أبراج دائرية بقي منها اليوم ست أبراج في الجدران الجنوبية والغربية.

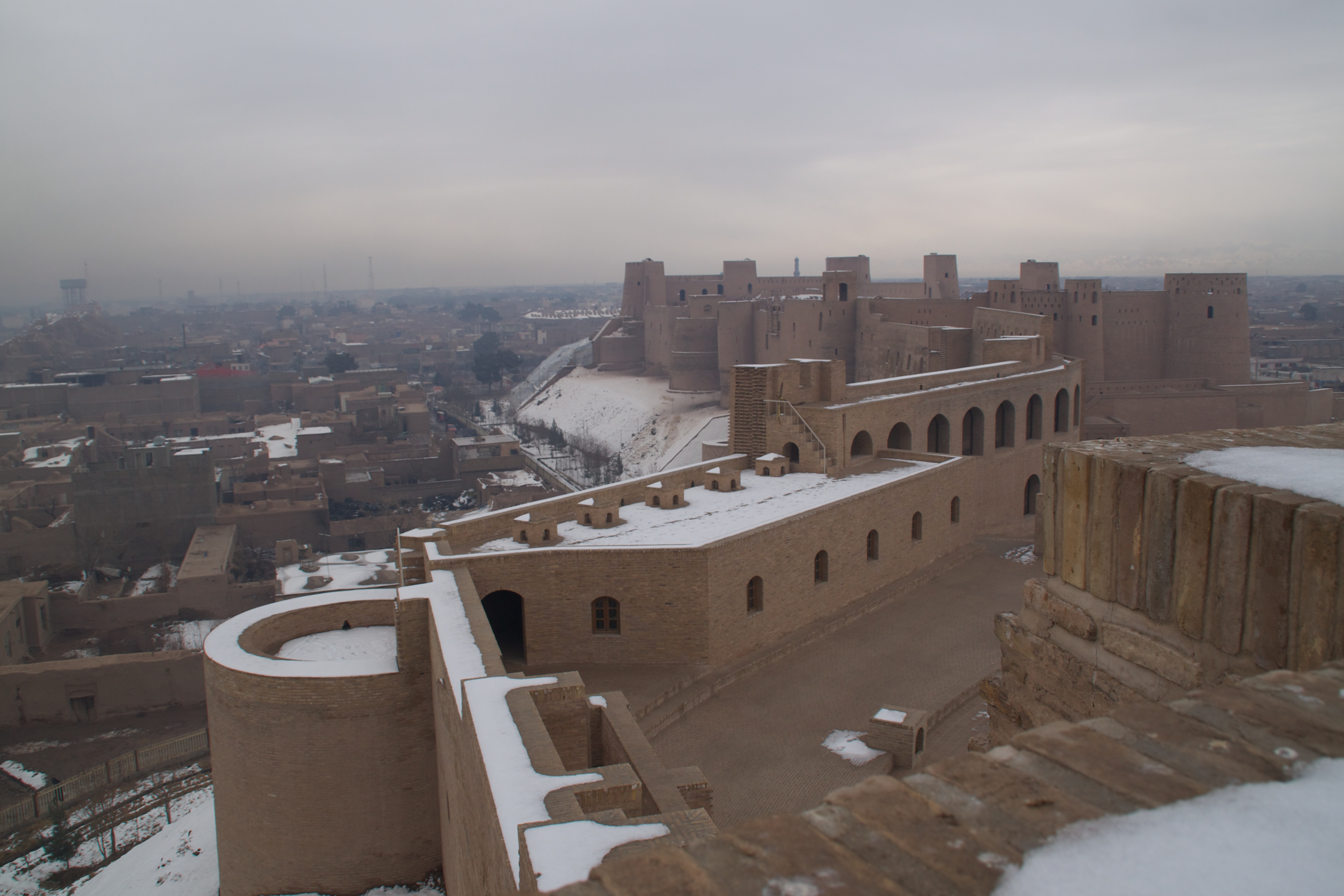
منظر شتوي لقلعة هراة من الأعلى

برج مالك هو البرج الطويل في الجدار الغربي من القلعة ويعتقد أنه سُمي نسبة إلى الحاكم الكرتي مالك، ويحتفظ البرج بأجزاء من البلاط المزجج الذي أُستخدم في زخرفتها خلال العهد التيموري كما يحتوي على أجزاء من حزام يضم كتابات بالخط الكوفي.
تم إنشاء متحف إثنوغرافي ومتحف عسكري وورشاً للأعمال اليدوية ومتحف للآثار في القلعة السفلية بعد الترميمات التي شهدتها القلعة في السبعينيات، فيما تم افتتاح القلعة العلوية أمام الزوار لتكون متحفاً أثرياً مفتوحاً في الهواء الطلق، مع إعادة بناء القسم الشمالي ليكون مقراً تراثياً.
وقد تم خزن حوالي 1100 قطعة من ولاية هراة في متحف القلعة، من بينها 250 معروضة حالياً.

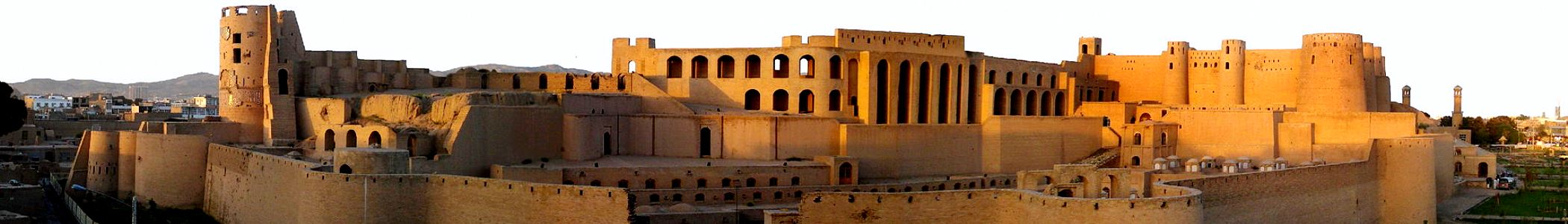
منظر بانورامي لقلعة هراة

## وصلات خارجية
- قلعة هراة | أفغانستان بالعربي
- القلعة الرملية التي تبلغ تكلفتها 2.4 مليون دولار: استعادة القلعة القديمة المتهالكة في أفغانستان إلى مجدها السابق (بالإنجليزية)